# Moto Guzzi V65 TT
Die Moto Guzzi V65 TT und das Schwestermodell V35 TT sind Motorräder des italienischen Herstellers Moto Guzzi, die von 1983 bis 1987 in Mandello del Lario gebaut wurden. Die ersten Reiseenduros des Herstellers mit 650 cm³ bzw. 350 cm³ Hubraum wurden als Reaktion auf den kommerziellen Erfolg der 1980 eingeführten BMW R 80 G/S entwickelt. Von der V65 TT wurden allerdings insgesamt nur knapp 1800 Einheiten verkauft. 1987 wurden beide Modelle durch die mechanisch weitgehend unveränderte NTX ersetzt.
Die Motorräder erreichen nach Herstellerangaben eine Höchstgeschwindigkeit von 170 km/h (650er) bzw. 140 km/h (350er). Das Leergewicht beträgt bei beiden Modellen fahrfertig, vollgetankt 184 kg. Das zulässige Gesamtgewicht beträgt 380 kg.
In Deutschland waren im Laufe der Jahre die Farbvarianten Anthrazit-Rot, Weiß-Rot und Rot-Rot erhältlich.

## Konstruktion

### Antrieb
Der längs eingebaute, luftgekühlte Viertakt-Zweizylinder-V-Motor hat, wie alle V-Motoren von Moto Guzzi seit 1967, einen Zylinderwinkel von 90 Grad. Pro Zylinder werden je ein Ein- und ein Auslassventil von einer untenliegenden Nockenwelle über Stößel, Stoßstangen und Kipphebel gesteuert. Der Motor basiert auf dem ab 1977 in den unterschiedlichen V35-, V50- und V65-Modellen verwendeten Aggregat.
Die Gemischbildung übernehmen zwei Vergaser von Dell’Orto. Der Kraftstofftank fasst 14 Liter, davon sind 2,5 Liter Reserve.
Die V65 TT und die V35 TT haben eine mechanisch mit Seilzug betätigte Einscheiben-Trockenkupplung und ein Fünfganggetriebe.
| Typ                   | V35 TT             | V65 TT             |
| Bauzeitraum           | 1984–1987          | 1983–1987          |
| Hubraum               | 346,2 cm³          | 643,4 cm³          |
| Bohrung × Hub         | 66 mm × 50,6 mm    | 80 mm × 64 mm      |
| Verdichtung           | 10,5 : 1           | 10,0 : 1           |
| Vergaser              | VHB Ø26 mm         | PHB Ø30 mm         |
| Nennleistung          | 23 kW (31 PS)      | 33 kW (45 PS)      |
| – bei Drehzahl        | 8000/min           | 7400/min           |
| Max. Drehmoment       | k. A.              | k. A.              |
| – bei Drehzahl        | k. A.              | k. A.              |
| Höchstgeschwindigkeit | 140 km/h           | 170 km/h           |
| Benzinverbrauch       | ca. 4,5 l / 100 km | ca. 5,4 l / 100 km |

### Rahmen und Fahrwerk
Das Motorrad hat einen Doppelschleifenrahmen aus Stahlrohr mit geschraubten Unterzügen.
Das 21″-Vorderrad wird von einer nicht einstellbaren Teleskopgabel von Marzocchi mit 40 mm Standrohrdurchmesser und 210 mm Federweg geführt.
Am 18″-Hinterrad ist es eine Zweiarmschwinge aus Aluminium mit Marzocchi-Federbeinen mit externen Ausgleichsbehältern. Der Federweg beträgt 98 mm, die Federbasis ist in 5 Stufen einstellbar. Die Kraft wird über einen Kardanantrieb an das Hinterrad übertragen. Die Kardanwelle ist im rechten Schwingarm integriert; eine Momentabstützung ist links angebracht. Wie bei allen Guzzi-Modellen mit der 1977 eingeführten, sogenannten „Small-Block“-Antriebskonstruktion ist die Schwinge drehbar gelagert direkt am Getriebegehäuse angeschraubt.

### Bremsanlage
Vorder- und Hinterrad haben je eine hydraulisch betätigte Einscheibenbremse von Brembo mit axial geschraubten Zweikolben-Festsätteln. Der Durchmesser beider Bremsscheiben beträgt 260 mm.